# 井上稔朗
井上 稔朗（いのうえ としお、1952年〈昭和27年〉2月23日 - ）は、日本の政治家、元岡山県赤磐市長

## 来歴
岡山県赤磐市出身。神戸大学経営学部卒。赤磐郡吉井町で建設会社を営む。2005年、吉井町は合併により、赤磐市が発足。合併後の赤磐市議会議員選挙に立候補し、当選。赤磐市議を1期務め、2009年の市長選挙に立候補し、現職の荒嶋龍一を破って当選した。赤磐市長を1期務め、2013年の市長選挙に立候補し、再選を目指したが、元岡山市職員の友實武則に敗れた。その後、2015年の岡山県議会議員選挙に無所属で立候補しが、落選した。落選後は美作東備森林組合代表理事組合長を務め、2021年の赤磐市長選挙に再び立候補したが、現職の友實武則に敗れた。